# Șor Parti
Șor Parti (rumænsk: Partidul „ȘOR”) er et euroskeptisk politisk parti i Moldova.

## Historie
Partiet blev grundlagt i 1998 af den moldoviske politiker Valery Klymenko.
Ved parlamentsvalget i 2005 fik partiet 3,8 % af stemmer men ingen mandater. Partiet havde til hensigt at deltage i valget i 2014, men trak senere sin opstilling tilbage.
I 2015 besluttede partiet at opstille Ilan Șor til borgmester i byen Orhei. Șor, som på det tidspunkt var i husarrest, blev valgt med et flertal af stemmerne i valgets første runde og blev efterfølgende den ledende skikkelse inden for partiet. I oktober 2016 blev Șor valgt til formand for partiet, som blev omdøbt til "Șor Parti".
Den 1. december 2018 sluttede partiet sig til det europæiske parti Alliancen af Europæiske Konservative og Reformister.
Ved parlamentsvalget i 2019 opnåede partiet 8,32 % af stemmerne og med 7 parlamentsmedlemmer blev det repræsenteret i parlamentet for første gang.

## Ideologi
Partiets ideologi bygger på kultural konservatisme og støtte til etablering af en velfærdsstat. Partiets program for 2019 indførte følgende punkter:
- Gratis universel sundhedsvæsen.
- Gratis uddannelse inklusive videregående uddannelse.
- Forøgelse af størrelsen og omfanget af handicapydelser, barselsdagpenge og alderspensioner.
- Oprettelse af moderniserede kollektivgårde til at arbejde side om side med den private sektor.
- Aktiv statslig intervention på områderne infrastruktur, transport, energi, kommunikation, boliger, lægemidler osv.
- Nationalisering af udenlandsk ejede energiselskaber.
- En forpligtelse til lov og orden, herunder både genindførelse af dødsstraf for særligt farlige kriminelle og behandling af de underliggende socioøkonomiske problemer, der kan forårsage kriminalitet.
- En forpligtelse til moldovisk uafhængighed og militær neutralitet.

De indledende afsnit i partiets valgprogram i 2008 erklærede, at det betragtede den gennemsnitlige persons livskvalitet som overlegen under Sovjetunionen i forhold til moderne tid. Det erklærede endvidere at den betragtede Moldovas socioøkonomiske problemer som relateret til Moldovas negative forhold til Den Russiske Føderation.